# De doctrina christiana
Il De doctrina christiana è un trattato in quattro libri di Agostino d'Ippona iniziato intorno al 395 e concluso nel 427. In esso l'autore si occupa di come dare alle Scritture una corretta interpretazione e dei modi di esporla agli altri. Il testo è stato di grande importanza per molti secoli non solo in ambito teologico ed ermeneutico, ma per tutta la cultura occidentale.

## Struttura e contenuto
Il De doctrina christiana è diviso in quattro libri; al trattato vero e proprio è premesso un prologo in cui Agostino dichiara i destinatari e il contenuto dell'opera e si premunisce da eventuali critiche. I primi tre libri trattano del modo di comprendere le Scritture, il quarto del modo di esporre agli altri ciò che si è compreso.

### Prologo

#### L'esegesi come scienza
Nel prologo Agostino dichiara che l'opera contiene alcuni insegnamenti che potranno essere utili a coloro che vogliano interpretare le Scritture. Comunicati così scopo e destinatari, Agostino prosegue immaginando tre categorie di persone che potrebbero muovergli critiche: (a) coloro che non comprenderanno i suoi insegnamenti, (b) coloro che, pur avendo compreso i suoi insegnamenti, nondimeno non riusciranno a penetrare il significato della Bibbia, infine (c) coloro che, pur non avendo letto la sua opera, sono in grado di cogliere il significato della parola di Dio. I primi e i secondi non hanno motivo di criticarlo perché più probabilmente il motivo della loro incomprensione sta in loro stessi e non nell'opera; gli altri, se riescono a interpretare le Scritture grazie a un dono dello Spirito Santo e senza bisogno di apprendere tecniche ermeneutiche, sono fortunati, ma non possono pretendere che ognuno abbia questo dono: Agostino perciò afferma l'importanza dell'apprendimento e dell'insegnamento per via umana anche in materia di fede.

### Libro I
Agostino inizia il primo libro dichiarando che la trattazione sarà bipartita: la prima parte, cioè i primi tre libri, sarà dedicata agli insegnamenti relativi alla comprensione della Scrittura, la seconda parte, il libro IV, ai modi di divulgare ciò che si è appreso.

#### Resesigna
L'autore quindi procede adoperando una distinzione concettuale tra res, le cose rispondenti unicamente al criterio dell'esistenza, e signa, le cose che rimandano ad altre cose. Questa distinzione costituisce il criterio per un'ulteriore partizione della trattazione: infatti il libro I tratta delle res, le cose che vanno ricercate quando si interpretano le Scritture, i libri II e III dei signa, i mezzi verbali attraverso cui le Scritture rimandano il lettore-interprete alle "cose".

#### Il contenuto della Scrittura
Agostino inoltre identifica due tipi di res: quelle di cui bisogna godere e quelle di cui bisogna servirsi; le prime costituiscono la felicità, le seconde i mezzi per raggiungerla. Il resto del primo libro prosegue con l'elenco e la descrizione delle cose di cui bisogna godere, cioè quelle stesse cose che costituiscono il contenuto ultimo della Bibbia: si tratta essenzialmente della Trinità, unica cosa del cui amore si può godere pienamente in virtù del suo essere supremo e immutabile; alla Trinità va aggiunto il prossimo, che va amato non per se stesso, ma in funzione dell'amore di Dio. Per Agostino dunque le res della Scrittura possono essere compendiate nel precetto della gemina caritas, ossia nel duplice amore per Dio e per il prossimo.

### Libro II
Dopo aver trattato delle res, nel libro II Agostino inizia a trattare dei signa. Egli appronta quindi una prima distinzione tra signa naturalia,.quelli completamente determinati dalla natura (per esempio il fumo è segno naturale del fuoco) e signa data, quelli che l'uomo usa intenzionalmente per esprimere significati provenienti dal suo animo, e tra questi ultimi pone particolare attenzione ai segni verbali.

#### I segni della Scrittura
La Bibbia è composta di segni verbali che possono essere usati in due modi: in senso proprio quando il segno si riferisce unicamente all'oggetto che designa, oppure in senso traslato (o figurato) quando l'oggetto designato dal segno è a sua volta segno di qualcos'altro (per esempio i casi in cui con la parola "bue" la Scrittura intende non l'animale, ma l'evangelista Luca).
Dopo una digressione in cui viene proposto un canone delle Scritture che i lettori devono avere presente, Agostino rileva che l'incomprensione della parola di Dio può derivare o da segni ignoti oppure da segni ambigui: il resto del secondo libro sarà dedicato ai primi, il terzo agli altri.

#### L'attenzione al testo
L'ignoranza dei segni propri è causata solitamente dalla traduzione del testo in latino, che, quando è mediocre, può rendere completamente oscuro il senso di taluni passi. Per avvicinarsi al significato originale quindi è importante possedere una buona conoscenza della lingua ebraica e della lingua greca, o almeno la possibilità di confrontare diverse traduzioni latine.

#### Il programma educativo
L'ignoranza dei segni figurati invece può presentarsi nei passi in cui si fa menzione di "cose" totalmente o parzialmente sconosciute: per esempio non si potrebbe comprendere il significato dell'espressione "siate astuti come serpenti" se non si sapesse che è nella natura di questo animale presentare tutto il corpo a coloro che lo attaccano per difendere il capo così come il cristiano deve sacrificare il proprio corpo pur di salvaguardare la propria fede in Dio. É necessario perciò che l'interprete sia preparato nella conoscenza di "cose" d'ogni ambito (piante, animali, astri etc.). Per realizzare questa conoscenza egli deve essere istruito nelle scienze e nelle arti.
A questo punto però Agostino si immerge in una lunga digressione sui vari tipi di conoscenze e tecniche create o sviluppate dai pagani. Queste sono di due tipi: quelle convenzionali e quelle di origine divina. Tra le convenzioni umane viene posta una netta cesura tra quelle superstiziose e dannose, tra cui capeggia l'astrologia e quelle utili e necessarie alla vita sociale: abbigliamento, unità di misura, monetazione. Tra le istituzioni divine si fa menzione di quelle particolarmente utili per la comprensione delle Scritture: la storia, l'astronomia, la dialettica, le scienze dei numeri e infine la filosofia.
Agostino conclude la digressione, nonché il libro II, invitando a servirsi dei vari tipi di conoscenze e delle istituzioni pagane solo nella misura in cui siano utili a comprendere le Scritture e a condurre una vita sociale serena. Infine, i cristiani si ricordino che la scienza non è nulla a confronto con la sapienza divina.

### Libro III
Conclusa la trattazione sui segni sconosciuti, nel libro III Agostino tratta di quelli ambigui, cioè quelli che possono dare origine a più interpretazioni tra le quali è difficile scegliere. L'ambiguità può riguardare sia i segni propri sia i segni traslati.
I segni propri – cioè quelli che necessitano di un'interpretazione letterale, sono ambigui quando la lettura o l'ascolto del testo sono resi difficili da errori di punteggiatura o da una traduzione non chiara: vanno risolti dunque ricorrendo al testo originale, oppure confrontando traduzioni diverse.

#### Il criterio ermeneutico dellagemina caritas
L'ambiguità dei segni figurati – cioè quelli che necessitano di un'interpretazione allegorica, può essere risolta unicamente grazie al criterio della gemina caritas esposto nel libro primo: l'interpretazione allegorica di un passo sarà giusta soltanto quando si traduca in un insegnamento d'amore per Dio o per il prossimo. Quando le interpretazioni rispondenti al criterio della gemina caritas siano più d'una, bisognerà accoglierle tutte quante come una particolare generosità della Provvidenza.

#### Interpretazione letterale e interpretazione allegorica
Tuttavia il momento più importante dell'interpretazione è quello preliminare, in cui si decide se a un certo passo va data una lettura letterale oppure una lettura allegorica. Infatti, interpretare letteralmente un segno che nelle intenzioni dell'autore è figurato equivale a rimanere imprigionati nella dimensione terrena e carnale non permettendo al proprio spirito di attingere alla luce eterna. L'unico discrimine per poter decidere tra interpretazione letterale e allegorica è quello della gemina caritas: tutti i passi che in senso letterale non possono essere riferiti all'amore di Dio e del prossimo andranno interpretati allegoricamente.

#### L'attenzione al contesto storico
L'interpretazione dev'essere anche attenta al contesto storico in cui i passi sono ambientati: spesso comportamenti che per il lettore moderno sono riprovevoli all'epoca dell'autore erano morali, e viceversa. Perciò non bisogna concentrarsi sui fatti in sé, ma sulla disposizione d'animo di chi li compie. Quando per esempio si legge di uomini che hanno avuto più mogli, non bisogna giudicarli negativamente se ciò al loro tempo era consentito: bisogna invece considerare se si servirono di esse con egoismo oppure con amore.

#### Le regole di Ticonio
Il libro III si conclude con un breve riassunto delle sette regole interpretative presenti nel Liber regularum di Ticonio: esse, sebbene non universalmente applicabili, possono costituire un utile strumento di penetrazione dei passi più velati.

### Libro IV
Innanzitutto Agostino assume nei confronti della retorica un atteggiamento "neutro": essa può essere utilizzata sia a fini buoni sia cattivi, il discrimine è la sapienza. Quando l'oratore cristiano è sapiente, se saprà parlare con eloquenza, otterrà grandi risultati col suo pubblico; ma se gli manca la sapienza, l'eloquenza può essere addirittura dannosa.
Agostino passa poi a dimostrare che gli autori delle Scritture sono sia sapienti sia eloquenti e analizza alcuni passi, tratti soprattutto dalle lettere di Paolo, secondo i metodi della retorica classica. Tuttavia l'oratore cristiano dovrà imitare il loro stile soltanto dove esso è piano, e non imitare le parti più oscure: il suo primo scopo dev'essere infatti la chiarezza.

#### L'eloquenza cristiana
Seguendo Cicerone Agostino elenca i tre fini dell'eloquenza: insegnare, dilettare, conquistare. Ai tre fini fa corrispondere i tre stili: semplice, moderato ed elevato. L'oratore cristiano però, a differenza di quello pagano, non usa l'uno o l'altro stile a seconda del grado di importanza della questione: il fine dell'oratore cristiano è sempre quello di indurre al bene e alla salvezza eterna, pertanto nessun discorso è di poco conto. I tre stili dunque vanno fusi armoniosamente nel proprio discorso a seconda dell'uditorio. Agostino riporta poi esempi di tutti e tre gli stili in Paolo, Ambrogio e Cipriano.
Infine Agostino ricorda ancora il primato della sapienza sull'eloquenza ed invita a non disprezzare chi scriva discorsi destinati ad essere pronunciati da altri, o chi, al contrario, pronunci discorsi non suoi: il fine dell'oratore cristiano non è né la gloria letteraria né l'originalità, ma muovere gli uomini al bene; perciò ognuno faccia ciò che le sue capacità gli consentono e soprattutto preghi Dio per riuscire ad essere valente.

## Composizione
La composizione definitiva del De doctrina christiana fu molto lunga. Cominciato nei primi anni successivi alla consacrazione episcopale di Agostino a Ippona (395 d.C.), il trattato fu concluso soltanto nel 427. Tra la data di inizio e quella conclusiva tuttavia intercorse una pausa di circa trent'anni.
Nel suo scritto del 397/8 Contra Faustum Manicheum Agostino fa menzione di una prima edizione del De doctrina christiana già in circolazione. Due filologi moderni – Josef Martin e William M. Green, hanno identificato questa edizione con un manoscritto di V secolo riportante soltanto il prologo e i primi due libri. All'epoca di questa pubblicazione dei primi due libri, però, Agostino molto probabilmente aveva già portato avanti la stesura dell'opera fino quasi alla fine del III libro: lo si deduce da un passo delle Retractationes – l’opera del 427 in cui Agostino riesamina tutta la sua produzione scritta, in cui l'autore dice di aver rimesso mano all'opera da lungo tempo interrotta concludendo le ultime pagine del III libro e dotandola del quarto. Le ragioni dell'interruzione della scrittura non sono chiare.
Poiché la prima stesura si fermava immediatamente prima dell'esposizione delle regole interpretative di Ticonio, si può supporre che al momento dell'interruzione Agostino avesse da poco concluso la lettura del Liber Regularum, libro dal contenuto affine al De doctrina christiana e desiderasse incorporarne alcuni insegnamenti nell'opera, ma abbia trovato alcune difficoltà a farlo. Infatti l'appartenenza di Ticonio al movimento donatista rendeva sconsigliabile mutuarne le tesi per una esposizione destinata alla Chiesa cattolica. Che Agostino avesse particolarmente apprezzato il libro di Ticonio ma percepisse la sconvenienza di citarlo è testimoniato dalle lettere in cui chiede al vescovo di Cartagine Aurelio un suo giudizio a proposito del Liber. Ma nel 427, quando il pericolo donatista era ormai declinato e Agostino aveva acquisito indiscutibile autorità, egli ha potuto fare il nome di Ticonio nella sua opera senza pericolo. Tuttavia è altresì possibile che l'abbandono dell'opera sia stato dovuto, più semplicemente, alle incombenze episcopali che impegnavano ingentemente le giornate di Agostino costringendolo forse a mettere da parte alcuni progetti\endnote.

## Destinatari
Il De doctrina christiana è una delle poche opere di Agostino scritte senza un'esplicita richiesta di un committente.
I destinatati dell'opera, nelle parole stesse di Agostino, sono gli studiosi Scripturarum. Tra i commentatori moderni alcuni ritengono che con questo termine Agostino si rivolga ai consacrati, cioè a coloro che in virtù dei loro compiti pastorali dovevano conoscere bene la Bibbia e saperla comunicare alle loro comunità; altri invece pensano che la destinazione comprenda anche i laici. Senz'altro il IV libro, che dà precetti circa i modi di esporre in pubblico, doveva essere più specificamente d'interesse per gli ecclesiastici, quotidianamente chiamati a questo compito; ma alcuni riferimenti che esulano dall'ambito ecclesiastico, in particolare quelli legati all'educazione dei giovani, autorizzano a pensare che l'opera fosse destinata a chiunque.

## Scopo
L'individuazione dello scopo del De doctrina christiana è resa difficile dalla parziale discrasia tra il titolo e la presentazione del programma dell'opera presente nelle primissime righe del prologo:
Vi sono alcuni insegnamenti circa il modo di interpretare le Scritture, che ritengo opportuno proporre a quanti attendono a questo studio.
Nell'opera infatti convivono due anime. Da una parte vi è l'intenzione, rispondente a quanto esposto nel prologo, di voler fornire uno strumento teorico utile all'esegesi biblica, dall'altra parte vi è soprattutto nel libro II, una forte proposta educativa e culturale interamente cristiana che sembra meglio conciliarsi col termine “doctrina" presente nel titolo.
Il De doctrina christiana dunque è stato letto alternativamente come un manuale d'interpretazione scritturistica ad uso ecclesiastico o come una "carta fondamentale della cultura cristiana" che sancisce la fine di quella pagana.
Queste due anime dell'opera, tuttavia, non sono confliggenti, ma si risolvono l'una nell'altra: per Agostino "scienza cristiana”, cioè la doctrina, vuol dire essenzialmente "scienza delle Scritture", ma per essere realizzata quest'ultima ha bisogno di un curriculum di studi adeguato, che prontamente egli propone.

## Ricezione
Il De doctrina christiana ebbe una trasmissione fortunatissima e un'influenza molto forte nelle epoche successive.
Già a partire dal VI secolo molti estratti dell'opera figuravano nelle raccolte antologiche di autori cristiani, tra cui spicca quella di Eugippio, Excerpta ex operibus Sancti Augustini. Per i primi secoli medievali ebbero molta importanza i libri I-III: in particolare, Cassiodoro e Isidoro di Siviglia vi attingono ingentemente. Da subito particolarmente fortunate furono la proposta educativa e la dottrina dei segni.
A partire dall'epoca carolingia acquisì interesse anche l'elemento esegetico, cosicché l'opera costituì un importante punto di riferimento per l'educazione ecclesiastica di IX e X secolo. Contemporaneamente la lettura iniziò ad estendersi anche al libro IV, complessivamente meno fortunato degli altri tre: esso è un punto di riferimento nell'opera di Rabano Mauro De instructione clericorum.
Durante il Basso Medioevo la lettura antologica del De doctrina christiana continuò copiosa soprattutto grazie al Liber Sententiarum di Pietro Lombardo: quest'opera assicurò la vastissima diffusione dei concetti principali del testo di Agostino, in particolare quelli concernenti il principio ermeneutico della gemina caritas, la distinzione tra uti e frui e la dottrina del segno. Durante la Scolastica la circolazione del De doctrina christiana fu molto consistente e tutti i principali autori di questo periodo, da Abelardo a Tommaso, da Bonaventura a Guglielmo di Ockham, si rifecero ad esso.
La riflessione di Agostino è stata anche di grande valore per l'ermeneutica contemporanea: la teoria del segno e le sue implicazioni sono state largamente citate e studiate da filosofi come Gadamer e Ricœur.

## L'ermeneutica
Agostino pratica l'esegesi biblica in gran parte della sua produzione, ma il De doctrina christiana è l'unica sua opera che si propone di darne un quadro teorico e metodologico compatto: è dunque una trattazione d'argomento eminentemente ermeneutico.
Fin dal prologo dell'opera Agostino introduce una notevole novità: in opposizione a coloro che ritengono che l'interpretazione delle Scritture può venire unicamente dall'ispirazione divina e che dunque a nulla servono le regole interpretative, egli afferma che l'esegesi dei testi sacri va trattata come una scientia, che, in quanto tale, può essere insegnata da uomo a uomo. La più importante conseguenza di questo intento programmatico è la seguente: l'ermeneutica, come tutte le altre scienze, deve essere basata su un metodo scientifico univoco. Il De doctrina christiana dunque ha grande importanza dal punto di vista epistemologico: per la prima volta quest'opera sottrae l'ermeneutica e la teologia all'ispirazione e all'arbitrio dei singoli interpreti, per dotarle invece di solide basi teoriche.
I fondamenti scientifici dell'esegesi vengono presentate nelle primissime pagine del primo libro, dove Agostino appronta una serie di definizioni e distinzioni preliminari su cui poi si baserà tutta la sua costruzione ermeneutica. Il fondamento teorico dell'esegesi agostiniana si può ricondurre all'unione tra una componente ontologica e gnoseologica, basata sulla distinzione tra res e signum, e una componente ascetico-morale basata sulla distinzione tra uti e frui. Queste due componenti costituiscono l'essenza dell'ermeneutica agostiniana, nonché la sua estrema novità.

### Dialetticasignum-res
Dopo aver affermato nel prologo che l'ermeneutica può e deve essere appresa e insegnata per via umana (per homines hominibus) e che dunque è una vera e propria scientia, nel primo libro Agostino procede gettandone le basi teoriche.
Come ogni altra scienza, l'ermeneutica ha per oggetto o le res o i signa. Le res sono tutte le cose che sono; i signa invece sono res che, nell'essere percepite, rimandano ad altro. Ogni cosa dunque è una res, ma non necessariamente un signum: vi sono anche res che non rimandano ad altro che a se stesse. La Scrittura è una fitta rete di signa oltre i quali vanno individuate quelle res che hanno significato solo in se stesse, il vero insegnamento del testo sacro: questo processo di disvelamento è l'essenza dell'esegesi.
Data la complessità della categoria del signum, Agostino elabora nei libri II e III una semiologia piuttosto articolata, fatta di diverse sotto-ripartizioni ad ognuna delle quali corrisponde un certo metodo di indagine circa l'insegnamento divino soggiacente al testo. 
I segni di cui è gremita la Bibbia sono segni verbali. Agostino spende alcune righe per evidenziare che quelli verbali sono i più potenti tra i segni in quanto hanno la capacità di svelare qualsiasi aspetto dell'interiorità dell'uomo, tanto che sono l'unica categoria di segni che può parlare di se stessa, essere cioè un meta-segno.
Tuttavia il segno linguistico, nella teoria agostiniana, è anche estremamente limitato. Come tutti gli altri signa data ("segni intenzionali"), ha il compito di trasferire l'interiorità dell'emittente in quella del ricevente; cionondimeno, essendo una realtà materiale e contingente, il segno – o, meglio, il significante – è spesso inadeguato a restituire in pienezza il messaggio immutabile e assoluto cui si riferisce: è un medium imperfetto. Ne consegue che, nella fitta trama di segni verbali che costituisce la Scrittura, l'interprete non riesce a cogliere pienamente l'intento originario dell'autore ispirato da Dio. Il processo esegetico si configura quindi – con un'immagine platonica – come una peregrinatio, un cammino costante che deve andare di pari passo col perfezionamento morale dell'interprete: il perfezionamento dei propri comportamenti è il modo per avvicinarsi sempre di più all'intenzione dell'autore. Così, l'interpretazione è vista come qualcosa di sempre perfettibile e, talvolta, plurima: ad uno stesso passo si possono dare diverse interpretazioni.

### La pre-comprensione e l'ermeneutica dellagemina caritas
A livello ermeneutico la teoria del segno è particolarmente importante soprattutto in virtù di come ne viene strutturata la trattazione, l'ordine degli argomenti\endnote{Simonetti, Manlio (a cura di), Sant'Agostino..
Una volta creata, nelle prime pagine del libro I, la distinzione tra res e signa, Agostino non procede, come ci si aspetterebbe, enumerando i vari tipi di signa e fornendo le diverse regole atte a disambiguarli per trovare le res che in essi si nascondono (rimanda infatti questa trattazione ai libri II e III): al contrario, tutto il resto del primo libro è dedicato già alla descrizione delle res, cioè all'insegnamento ultimo della Scrittura. Questa decisione strutturale produce una conseguenza molto importante: prima ancora di aver letto il passo biblico, l'interprete sa già che cosa deve trovarvi. Agostino teorizza dunque la necessità di una "pre-comprensione" delle Scritture.

#### Dialetticauti-frui
La conoscenza anticipata dell'insegnamento della Bibbia però non è unicamente una questione di fede: Agostino cerca di dimostrare che vi si può giungere anche per via razionale. Per fare ciò egli utilizza la distinzione uti-frui.
Vi sono due tipi di res: quelle di cui si gode (frui) e quelle di cui ci si serve (uti). Le prime vanno ricercate e amate per se stesse, le seconde non hanno valore in se stesse ma devono condurre al conseguimento di qualcos'altro. L'insegnamento della Scrittura dunque non può che essere costituito dalle res di cui bisogna godere.
La dialettica uti-frui ha diversi antecedenti nella cultura pagana, soprattutto in Seneca. Ma in Agostino il discrimine tra uti e frui – tra cose da "usare" e cose da amare – è dato dal criterio di stampo platonico della mutabilità immutabilità. Può esserci pieno godimento soltanto nelle res che sono immutabili, e poiché Dio – nell'immaginario di qualsiasi cultura, anche pagana – non si può pensare se non come essere perfetto e immutabile, ne consegue che soltanto Lui è degno d'amore; a tutti gli altri esseri, in quanto mutevoli, va dato amore soltanto nella misura in cui sia finalizzato al conseguimento dell'amore sommo. Poiché anche gli uomini sono creature mutevoli, l'amore per il prossimo si configura non come un fine, ma come un mezzo per il raggiungimento di Dio.

Questo schema teorico diventa dunque totalizzante, criterio innanzitutto di vita morale, e dunque anche unico possibile insegnamento della Scrittura. La pre-comprensione ermeneutica si risolve nel precetto della gemina caritas, il "duplice amore":
Di tutto quello che abbiamo detto questo è l'essenziale: comprendere che compimento e fine della Legge e di tutte le divine Scritture è l'amore della realtà di cui si deve godere e della realtà che può goderne insieme con noi [...]. Chi immagina quindi d'aver compreso le Scritture divine o una loro parte, senza riuscire a edificare sopra tale comprensione questo duplice amore di Dio e del prossimo, non le ha ancora comprese
Ma oltre alla peculiarità dell'ermeneutica della pre-comprensione, è interessante notare il modo in cui questa viene esposta. Agostino non si limita a rendere noti i contenuti ultimi della Scrittura, ma cerca di dedurli (a) a partire da una riflessione di matrice pagana – appunto la dialettica uti-frui – e (b) per via quasi esclusivamente razionale.

Al tempo di Agostino – e già da secoli – l’esegesi scritturistica era praticata a tutti i livelli e in moltissimi luoghi con risultati estremamente diversi tra loro e tra i quali non era dimostrabile la maggiore validità dell'uno o dell'altro, cosicché si sentiva l'esigenza di un criterio univoco, un "referente esterno" che mettesse pace al dibattito tra i diversi pensieri. Questo referente esterno era stato trovato già da tempo nel criterio della "autorità": solo la Chiesa poteva sancire la validità di un'interpretazione, in quanto diretta erede degli apostoli. Tuttavia, se il criterio dell'autorità aveva senso contro le correnti scismatiche, non poteva però essere proposto nel dibattito tra scuole interpretative interne alla Chiesa. In particolare, quando Agostino scriveva, era ancora forte la diatriba tra la scuola letteralista di Antiochia e quella allegorista di Alessandria. Lo schema interpretativo della pre-comprensione, soprattutto in virtù del modo in cui viene presentato - dedotto cioè razionalmente da uno schema intellettuale pagano –, soddisfa pienamente l'esigenza di un referente esterno alla Scrittura che ponga fine all'annoso dibattito:
Tutto quello che nella parola di Dio non può essere riferito in senso proprio né all'onestà morale né alla verità della fede, dovresti riconoscerlo come figurato. L'onestà morale riguarda l'amore di Dio e del prossimo, la verità della fede la conoscenza di Dio e del prossimo.

## Il modello educativo
Nel De doctrina christiana, dovendo fornire gli strumenti necessari a realizzare una piena scientia delle Scritture, Agostino fa numerosi richiami al curriculum di studi tipico della cultura antica. In particolare, nella prima parte, dedicata all'invenire (la comprensione del messaggio biblico), si fa riferimento all'erudizione e al complesso delle scienze, mentre nella seconda parte, dedicata al proferre (l'esposizione dei contenuti biblici), i riferimenti sono alla retorica. Nei confronti di entrambe le componenti l'atteggiamento di Agostino è di tipo "contenitivo" e di subordinazione rispetto al messaggio cristiano: ci si deve servire soltanto delle scienze che possono essere utili alla comprensione del significato della Scrittura, e bisogna usare l'eloquenza soltanto nella misura in cui sia finalizzata alla divulgazione del contenuto della fede.
Nell'opera quindi sono presenti due anime: da una parte vi è una esplicita componente di ripresa del modello educativo tradizionale, dall'altra una componente fortemente innovante che vuole mettere quel modello al servizio di una nuova cultura. Si è detto perciò che il De doctrina christiana fa da ponte tra la cultura antica e quella medievale. Ciò è estremamente evidente nella teorizzazione della "eloquenza cristiana" del libro IV: il fatto che Agostino, per la spiegazione teorica della sua proposta, si rifaccia completamente a Cicerone è un segno evidente del fatto che egli è erede diretto di quella tradizione retorica ed educativa; ma al tempo stesso, quando per esemplificare la sua teoria sostituisce ai modelli dell'oratoria classica San Paolo e soprattutto recenti autori cristiani come Cipriano e Ambrogio, compie una vera rivoluzione culturale.